# جغجغک
جغجغک، صابونک (نام‌های علمی: Vaccaria pyramidata ،Vaccaria hispanica یاSaponaria vaccaria) یکی از علف‌های هرز یکساله اروپایی با گل‌هایی به رنگ صورتی کمرنگ است. جغجغک گیاهی دولپه‌ای از خانواده میخکیان (caryophyllaceae) است.

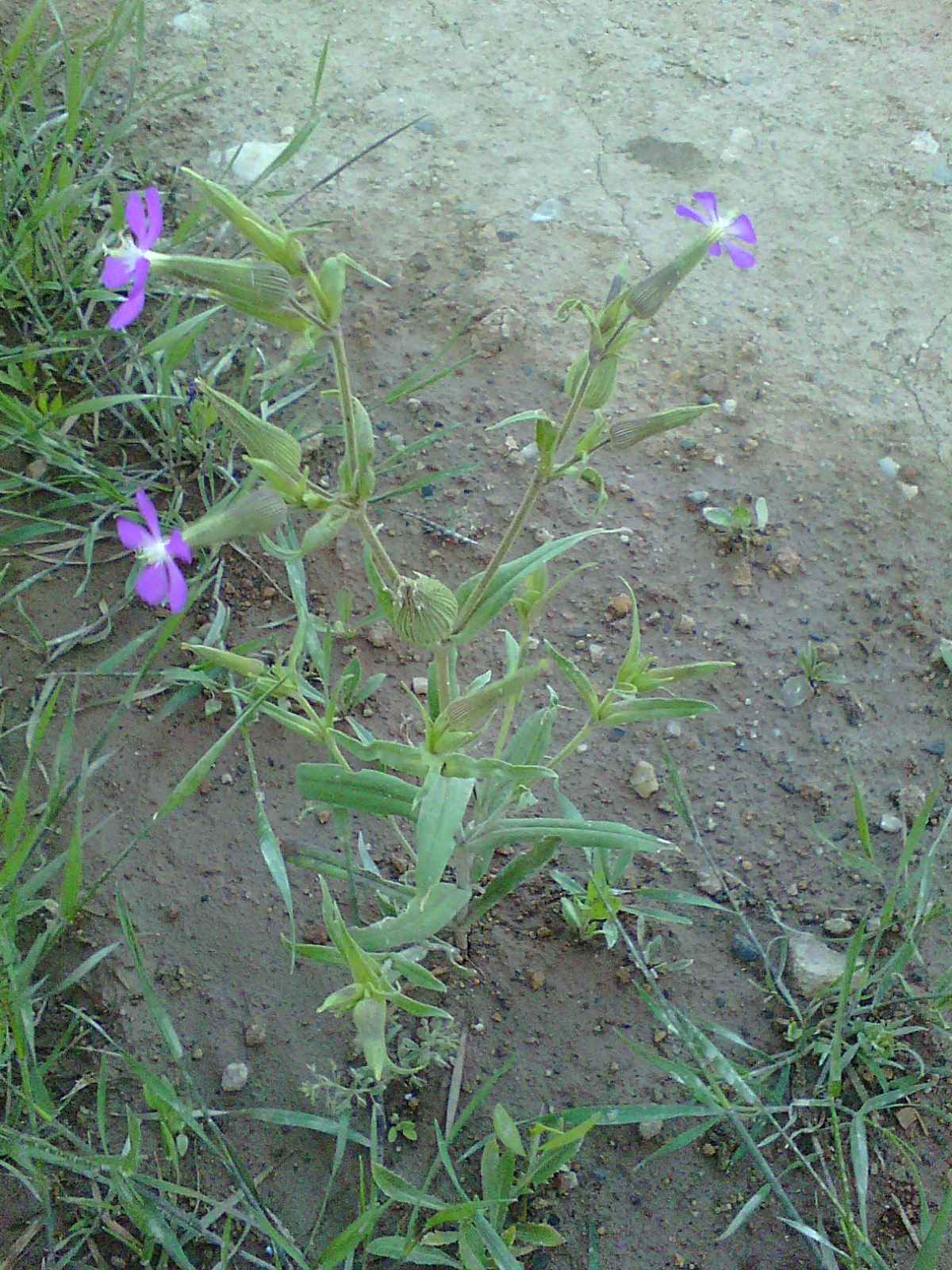
از گیاهان خودرو با گل‌های بنفش، دامنه شمالی کوهستان الوند